# Cinqueux
Cinqueux ist eine französische Gemeinde mit 1.638 Einwohnern (Stand: 1. Januar 2022) im Département Oise in der Region Hauts-de-France. Sie gehört zum Arrondissement Clermont, zum Kanton Pont-Sainte-Maxence und zum Gemeindeverband Pays d’Oise et d’Halatte. Die Einwohner werden Cinquatien(ne)s genannt.

## Geographie

### Lage
Cinqueux liegt etwa sieben Kilometer nordöstlich von Creil und 24 Kilometer westsüdwestlich von Compiègne. Im Süden reicht das Gemeindegebiet bis auf wenige hundert Meter an das Oisetal heran. Im Norden liegt das Sumpfgebiet Marais de Cinqueux.

### Nachbargemeinden
| Rosoy     | Sacy-le-Grand                               |          |
| Angicourt | Kompassrose, die auf Nachbargemeinden zeigt | Monceaux |
| Rieux     | Brenouille                                  |          |

## Bevölkerungsentwicklung
| Jahr                       | 1962 | 1968 | 1975 | 1982 | 1990 | 1999 | 2006 | 2013 | 2021 |
| Einwohner                  | 749  | 825  | 1108 | 1306 | 1521 | 1561 | 1605 | 1530 | 1617 |
| Quellen: Cassini und INSEE |      |      |      |      |      |      |      |      |      |

## Sehenswürdigkeiten
- Kirche Saint-Martin mit den Resten der Großen Kapelle und dem Taufbecken
- Reste der früheren Burganlage
- Waschhäuser
- Altes Rathaus mit Schule

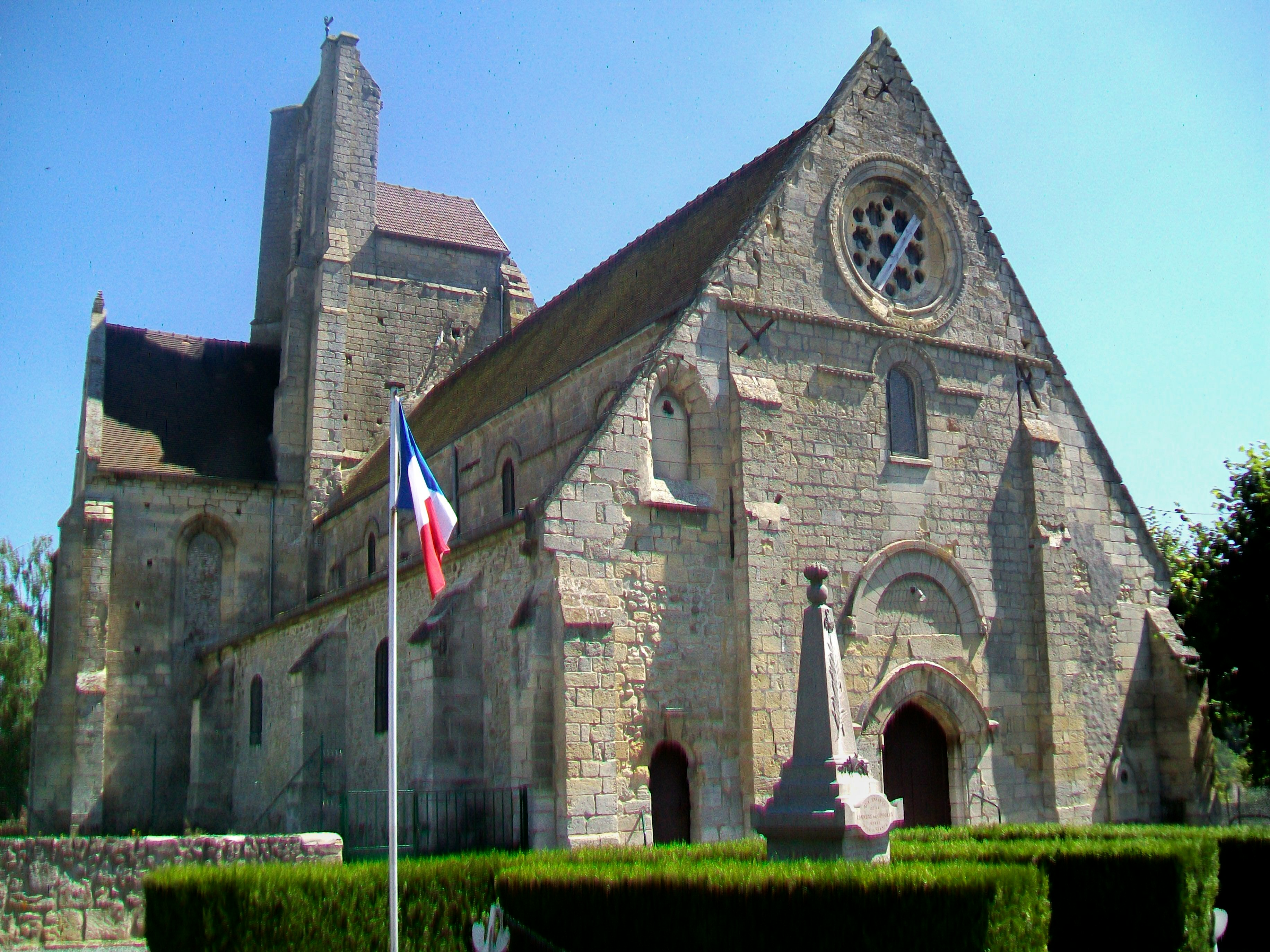
Kirche Saint-Martin
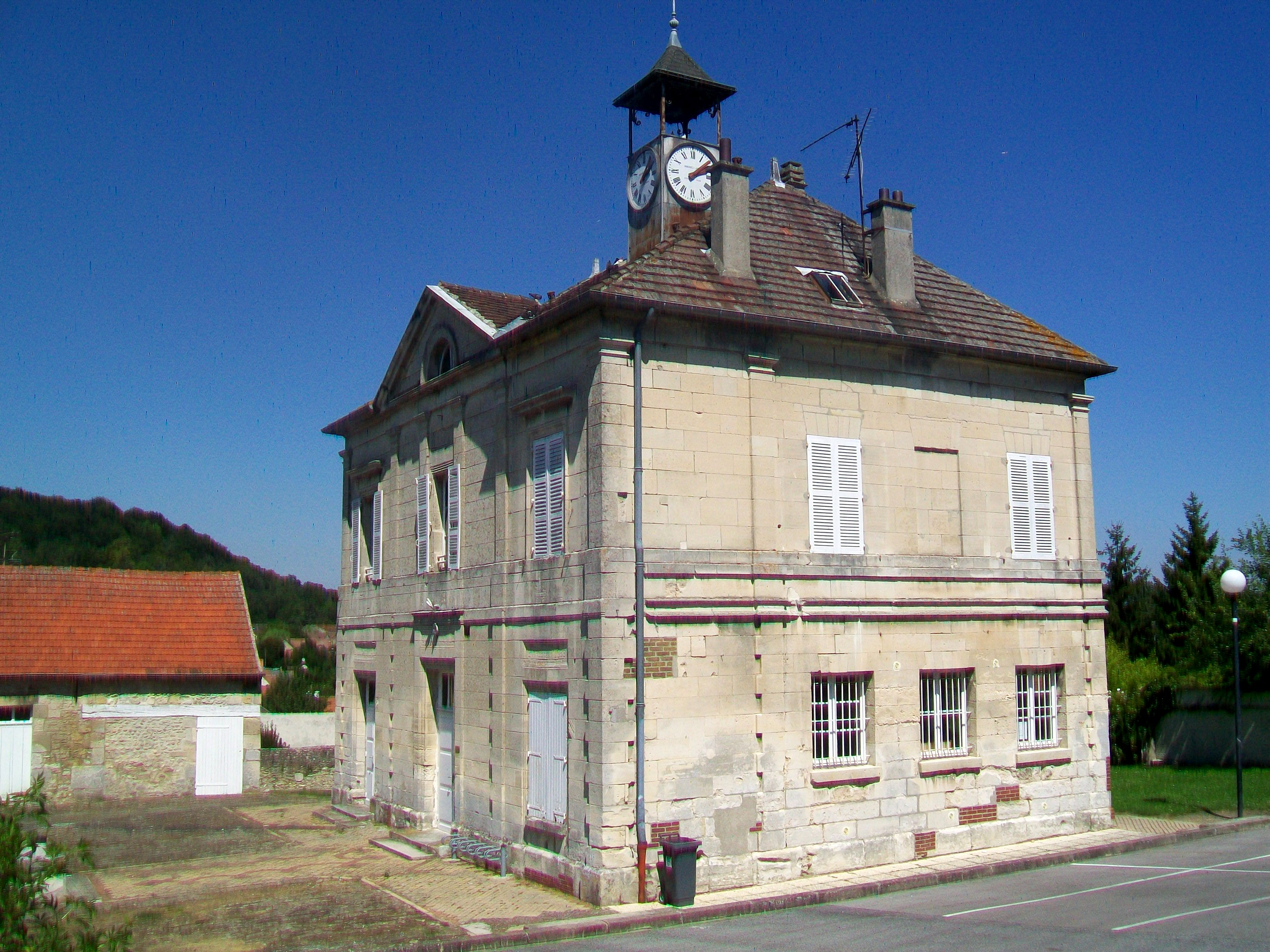
Ehemaliges Rathaus- und Schulgebäude
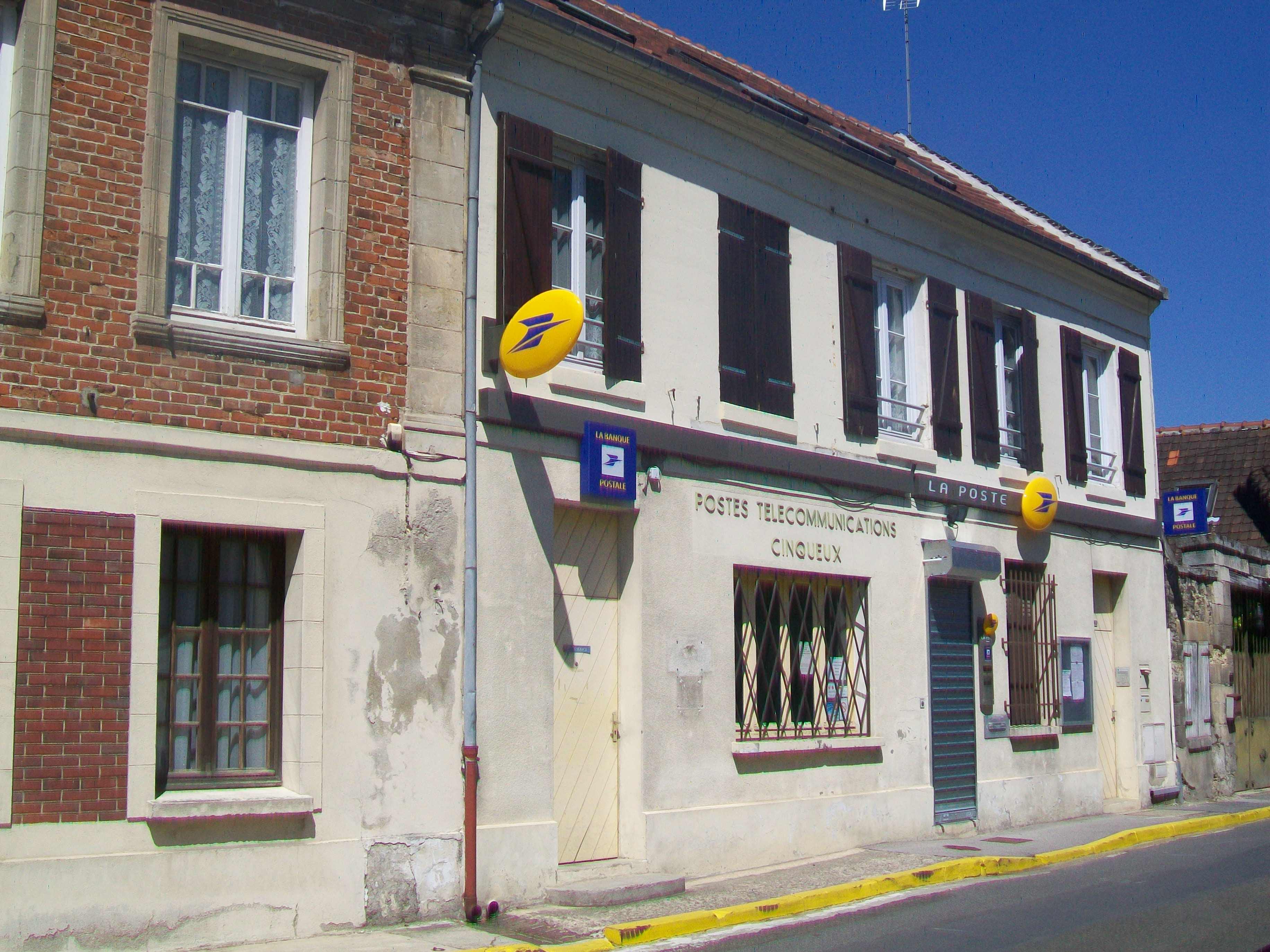
Postamt
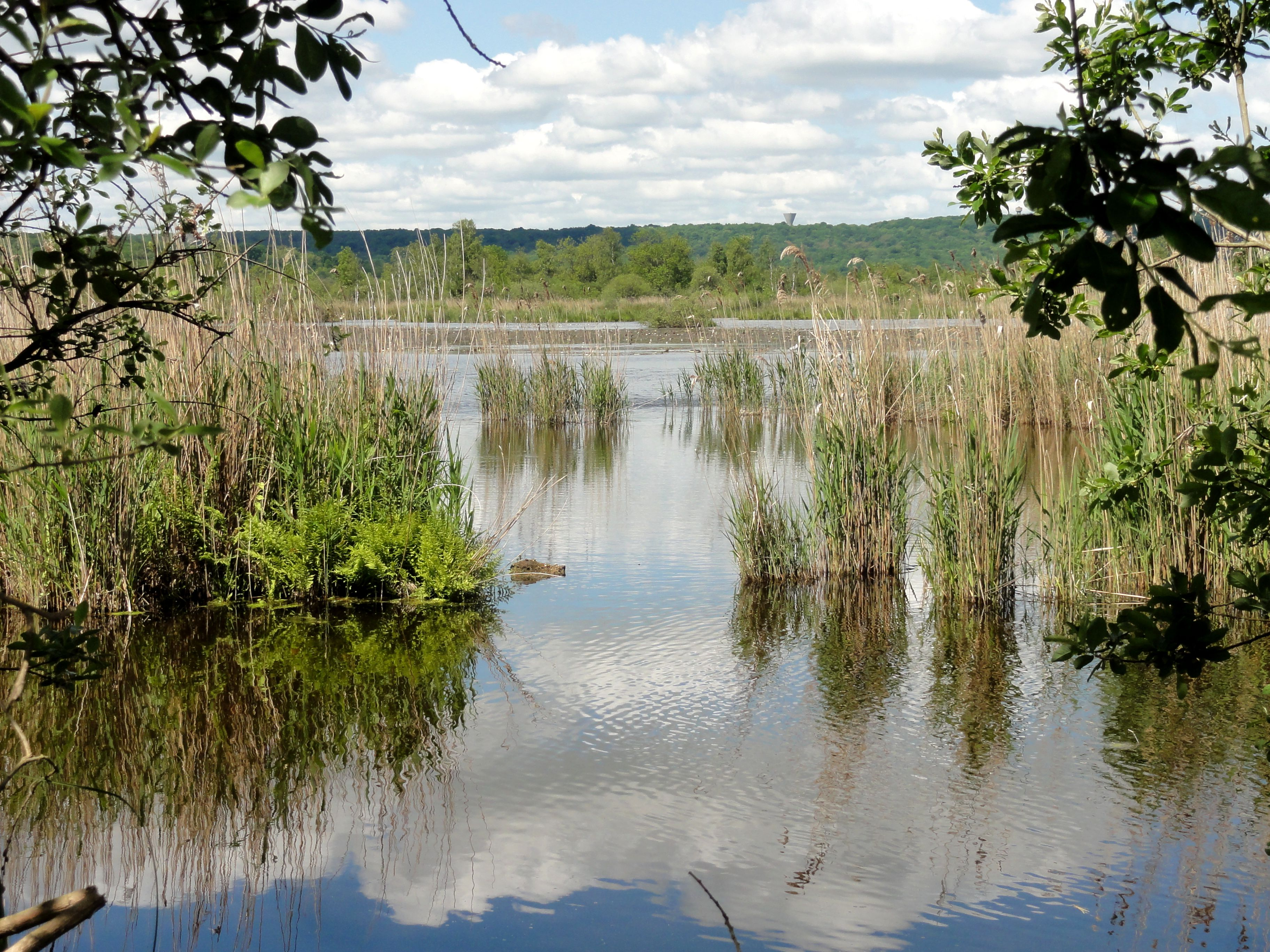
Sumpfgebiet Marais de Cinqueux im Norden der Gemeinde